# Nuoto ai campionati europei di nuoto 2022 - 400 metri misti maschili
La gara dei 400 metri misti maschili dei campionati europei di nuoto 2022 si è svolta l'11 agosto 2022 presso il complesso natatorio del Foro Italico, a Roma".

## Podio
| Pos"    | Atleta                | Nazione  |
| ------- | --------------------- | -------- |
| Oro     | Alberto Razzetti      | Italia   |
| Argento | Dávid Verrasztó       | Ungheria |
| Bronzo  | Pier Andrea Matteazzi | Italia   |

## Record
Prima della manifestazione il record del mondo (RM), il record europeo (EU) e il record dei campionati (RC) erano i seguenti"
|  | 4'03"84 | Michael Phelps | 10 agosto 2008 Pechino  |
|  | 4'06"16 | László Cseh    | 10 agosto 2008 Pechino  |
|  | 4'09"59 | László Cseh    | 24 marzo 2008 Eindhoven |

Durante la competizione non sono stati migliorati record"

## Risultati

### Batterie
Le batterie si sono svolte alle ore 9'28" (UTC+1).
| Pos" | Batteria | Corsia | Atleta                | Nazionalità | Tempo   | Note |
| ---- | -------- | ------ | --------------------- | ----------- | ------- | ---- |
| 1    | 2        | 4      | Dávid Verrasztó       | Ungheria    | 4'15"52 | Q    |
| 2    | 2        | 5      | Joan Lluís Pons       | Spagna      | 4'16"17 | Q    |
| 3    | 1        | 4      | Alberto Razzetti      | Italia      | 4'17"21 | Q    |
| 4    | 2        | 3      | Hubert Kós            | Ungheria    | 4'17"22 | Q    |
| 5    | 1        | 5      | Pier Andrea Matteazzi | Italia      | 4'17"36 | Q    |
| 6    | 2        | 1      | Thomas Jansen         | Paesi Bassi | 4'18"43 | Q    |
| 7    | 2        | 6      | Émilien Mattenet      | Francia     | 4'19"20 | Q    |
| 8    | 1        | 6      | Richard Nagy          | Slovacchia  | 4'19"75 | Q    |
| 9    | 1        | 7      | Daniil Giourtzidis    | Grecia      | 4'19"97 |      |
| 10   | 2        | 8      | Jon Jøntvedt          | Norvegia    | 4'20"40 |      |
| 11   | 1        | 3      | Brodie Williams       | Regno Unito | 4'20"55 |      |
| 12   | 1        | 1      | Marius Toscan         | Svizzera    | 4'20"87 |      |
| 13   | 1        | 2      | Eitan Ben Shitrit     | Israele     | 4'21"22 |      |
| 14   | 2        | 2      | Marius Zobel          | Germania    | 4'22"32 |      |
| 15   | 1        | 8      | Krzysztof Chmielewski | Polonia     | 4'24"78 |      |
| 16   | 2        | 7      | Anže Ferš Eržen       | Slovenia    | 4'26"10 |      |
| 17   | 2        | 0      | William Lulek         | Svezia      | 4'26"15 |      |
| 18   | 2        | 9      | František Jablčník    | Slovacchia  | 4'26"32 |      |
| 19   | 1        | 0      | Liam Custer           | Irlanda     | 4'31"43 |      |
|      | 1        | 9      | Zhulian Lavdaniti     | Albania     | dns     | dns  |

### Finale
La finale si è svolta alle ore 18'16 (UTC+1).
| Pos"    | Corsia | Atleta                | Nazionalità | Tempo   | Note |
| ------- | ------ | --------------------- | ----------- | ------- | ---- |
| Oro     | 3      | Alberto Razzetti      | Italia      | 4'10"60 |      |
| Argento | 4      | Dávid Verrasztó       | Ungheria    | 4'12"58 |      |
| Bronzo  | 2      | Pier Andrea Matteazzi | Italia      | 4'13"29 |      |
| 4       | 6      | Hubert Kós            | Ungheria    | 4'13"77 |      |
| 5       | 5      | Joan Lluís Pons       | Spagna      | 4'14"31 |      |
| 6       | 7      | Thomas Jansen         | Paesi Bassi | 4'18"42 |      |
| 7       | 1      | Émilien Mattenet      | Francia     | 4'19"36 |      |
| 8       | 8      | Richard Nagy          | Slovacchia  | 4'22"98 |      |